# Charles King Mallory
Charles King Mallory IV ist ein US-amerikanischer Politologe.
Mallory studierte an der Johns Hopkins University Politologie und promovierte 1994. Von 1987 bis 2002 arbeitete er als Berater und Fellow für Institutionen wie das Stockholmer Friedensforschungsinstitut, die RAND Corporation in Santa Monica und den Credit Suisse Investment Fund in Moskau.
2007 übernahm er die Leitung des Aspen-Instituts in Berlin, die er 2013 an Rüdiger Lentz übergab.
Er ist häufiger Gast in politischen Talkshows.